# 크리스틴 샬
크리스틴 샬(영어: Kristen Schaal, 1978년 6월 2일 ~ )은 미국의 희극인, 배우이다. 코미디 시리즈 《라스트 맨 온 어스》에서 캐럴 역을 맡아오고 있으며, 《그래비티 폴스》, 《보잭 홀스맨》, 《토이 스토리 3》 같은 애니메이션의 성우로도 활동했다.

## 출연 작품
- 마이 스파이 (2020) - 바비 역